# Phrurolithus sordidus
Phrurolithus sordidus là một loài nhện trong họ Phrurolithidae.
Loài này thuộc chi Phrurolithus. Phrurolithus sordidus được miêu tả năm 1972 bởi Savelyeva.